# Florence Rougé
Pour les articles homonymes, voir Rougé (homonymie).
Florence Rougé, née le 15 mars 1967 à Corbeil, est une actrice française.
Elle a fait ses premiers pas de comédienne au lycée, puis après avoir suivi des cours de comédie[réf. nécessaire] tourne dans diverses séries télévisées.
Après plusieurs expériences au cinéma, Florence Rougé jouera au théâtre sous la direction de Robert Hossein notamment.

## Théâtre
- 1993 : Je m'appelais Marie-Antoinette, mise en scène Robert Hossein
- 1998: Surtout ne coupez pas d'après Sorry, wrong number de Lucille Fletcher, mise en scène Robert Hossein, Théâtre Marigny (intervention filmée)
- 2000 : Jésus la résurrection, mise en scène Robert Hossein
- 2001 : Crime et Châtiment, mise en scène Robert Hossein

## Filmographie

### Cinéma
- 1989 : La Passion de Bernadette  de Jean Delannoy
- 1992 : L'Accompagnatrice de Claude Miller : La manucure

### Télévision

#### Téléfilms
- 1992 : Édith Piaf: Une brève rencontre de Michel Wyn : Momone
- 1993 : La Corruptrice de Bernard Stora d'après Guy des Cars
- 1993 : C'est mon histoire: Graine de révolte de Christian Faure
- 1997 : À chacun son tour de Jean-Jacques Kahn

#### Séries télévisées
- 1989 : La vie Nathalie de Pierre Goutas
- 1990 : Salut Les Musclés : Isabelle
- 1991 : Cas de divorce : Agnès Lecomte
- 1992 : Goal
- 1994 : Les Garçons de la plage : Brigitte
- 1995 : Le Miracle de l'amour : Flo
- 1998 : L'instit épisode 5x01, Menteur de Christian Faure : Sandrine Raynaud